# Death in the Clouds
Death in the Clouds (Morte nas Nuvens, no Brasil e em Portugal) é um romance policial escrito por Agatha Christie, primeiramente publicado nos EUA pela editora Dodd, Mead and Company em 10 de março de 1935 sob o titúlo Death in the Air e no Reino Unido pela Collins Crime Club em julho do mesmo ano sob o título original. O livro marca mais uma aparição do detetive belga Hercule Poirot, e do Inspetor Chefe Japp.

## Enredo
Hercule Poirot viaja de volta à Inglaterra no voo do meio-dia de Paris para o Aeroporto Croydon, em Londres. Ele é um dos onze passageiros no compartimento traseiro do avião - os outros incluem: o escritor de mistério Daniel Clancy; Armand Dupont e seu filho Jean, arqueólogos franceses; dentista Norman Gale; Doutor Bryant; a agiota francesa Madame Giselle; empresário James Ryder; A condessa Cicely Horbury e sua amiga Venetia Kerr; e Jane Gray. Quando o voo começa a chegar perto da aterrissagem, uma vespa é vista voando pelo compartimento traseiro, logo que um comissário de bordo descobre que Giselle está morta. Poirot, que dormiu durante a maior parte do voo, descarta a crença de que ela morreu de uma picada de vespa. Em vez disso, ele aponta um dardo no chão, com uma ponta envenenada. Giselle foi ferida no pescoço com isso. A questão permanece sobre como ela foi assassinada, sem que ninguém perceba.
Uma zarabatana é encontrada do lado do assento de Poirot pela polícia. Irritado por ser rotulado como suspeito do assassinato, ele promete limpar seu nome e resolver o caso. Solicitando uma lista das posses dos passageiros, ele observa algo que o intriga, mas não diz o que é. Ajudado por Jane na investigação, Poirot trabalha com o inspetor Japp, na Inglaterra, e com o inspetor Fournier, na França. Alguns fatos interessantes sobre o caso logo vêm à luz: a vítima tinha duas colheres de café com sua xícara e pires; a zarabatana foi comprada em Paris por um americano; Horbury é uma das devedoras de Giselle privada do dinheiro do marido; Giselle empregava chantagem para garantir que seus devedores pagassem suas dívidas; apenas os comissários passaram pela vítima no voo; A empregada de Horbury estava no avião depois de pedir para estar, no último momento.
Eventualmente, descobriu-se que Giselle tinha uma filha distante, Anne Morisot, que está prestes a herdar sua fortuna. Poirot voa para Paris para se encontrar com ela. Enquanto no voo, ele realiza um experimento que mostra que o uso da zarabatana, ou qualquer coisa semelhante, teria sido notado pelos outros passageiros. Em Paris, Poirot se encontra com Anne e pergunta como ela se sente. A reunião revela que ela tem um marido americano, com quem se casou há um mês. Quando Jane faz uma observação sobre a necessidade de lixar a unha, Poirot percebe que Anne é empregada de Horbury - ele a viu entrar no compartimento traseiro durante o voo quando Horbury pediu para ela conseguir alguma coisa, uma lixa. Ele imediatamente instrui Fournier para encontrá-la. A polícia francesa logo encontra seu corpo no banco de um trem para Boulogne, com uma garrafa ao lado; ela supostamente se envenenou.
Poirot faz seu desenlace do caso na presença de Japp, Gale e Clancy. O assassino de Giselle foi Norman Gale, que procurou sua fortuna. O plano para o assassinato dela foi feito com antecedência - Gale tinha trazido o casaco de dentista no voo, que ele trocou depois de algum tempo para se passar por comissário de bordo, sabendo que ninguém prestaria atenção a tal pessoa. Com o pretexto de entregar uma colher a Giselle, ele a perfurou com o dardo, depois trocou de roupa no banheiro e voltou ao seu assento antes que o corpo fosse encontrado. O assassinato de Anne fazia parte do plano - Gale se casou com ela quando soube que ela era filha de Giselle e pretendia matá-la no Canadá depois que ela herdou a fortuna de sua mãe, assegurando-se de que ele herdasse tudo da esposa. No entanto, ele teve que matá-la antes do planejado, porque ela reivindicou sua herança no mesmo dia em que Poirot foi encontrá-la.
A vespa que zumbiu no compartimento traseiro foi liberta de uma caixa de fósforos que Gale trouxe consigo; tanto este quanto a roupa de dentista haviam levantado suspeitas de Poirot quando ele leu a lista de bens de passageiros. A zarabatana, que ele comprou com seu sobrenome real, pretendia enquadrar Horbury para o assassinato se ela e Poirot não tivessem trocado de lugar no último momento. Gale, que nega a teoria de Poirot, erroneamente revela que usou luvas no assassinato de Anne, depois de Poirot mentir para ele sobre a polícia ter encontrado suas impressões digitais na garrafa que continha o veneno. Gale é preso como resultado. Posteriormente, Poirot junta Jane e Jean Dupont, que havia se apaixonado por ela durante o caso.

## Significado Literário e Recepção
The Times Literary Supplement de 4 de julho de 1935 resumia assim: "Any of the other nine passengers and two stewards could be suspected. And all of them were, including Clancy, the writer of detective stories, whom the author evidently enjoys making absurd. It will be a very acute reader who does not receive a complete surprise at the end."; "Qualquer um dos outros nove passageiros e dois comissários de bordo poderia ser suspeito. E todos eles eram, incluindo Clancy, o escritor de histórias de detetive, a quem a autora gosta evidentemente de fazer um absurdo. Somente um leitor muito atento não receberia uma surpresa completa no final." - em português.
O Times em seu artigo principal deu ao livro uma segunda revisão em sua edição de 2 de julho de 1935, quando descreveu sua trama como "engenhosa" e comentou sobre o fato de que Christie havia desenvolvido um método de apresentar um crime em um espaço confinado (referenciando O Mistério do Trem Azul e Assassinato no Expresso do Oriente) que "no entanto, muitas vezes empregado, nunca perde sua originalidade".
Isaac Anderson em The New York Times Book Review de 24 de março de 1935 começou sua coluna, "Murder by poisoned dart, such as primitive savages blow from blow-guns, ceased long ago to be a novelty in detective fiction, and murder in an airplane is by way of becoming almost as common as murder behind the locked doors of a library, but the combination of poisoned dart and plane is probably unique. Not that such minor matters are of the slightest consequence to the reader; the main thing is that this is an Agatha Christie story, featuring Hercule Poirot, who is, by his own admission, the world's greatest detective."; "Assassinato por dardo envenenado, como aqueles que os primitivos selvagens sopravam de suas zarabatanas, deixou há muito tempo de ser uma novidade em ficção de detetive; e assassinato em um avião está no caminho de se tornar quase tão comum quanto o assassinato por trás das portas trancadas de uma biblioteca, mas a combinação de dardo envenenado e avião é provavelmente única. Não que tais questões menores são da menor consequência para o leitor, o principal é que isso é uma história da Agatha Christie, com Hercule Poirot, que é, como ele mesmo admite, o maior detetive do mundo." - em português. Ele concluiu: "This is a crime puzzle of the first quality, and a mighty entertaining story besides."; "Este é um quebra-cabeça de crime de primeira qualidade, e uma poderosa história de entretenimento além disso" - em português.
Na edição de 30 de junho de 1935 do The Observer, "Torquemada" (Edward Powys Mathers) começou sua resenha: "My admiration for Mrs. Christie is such that with each new book of hers I strain every mental nerve to prove that she has failed, at last, to hypnotise me. On finishing Death in the Clouds, I found that she had succeeded even more triumphantly than usual."; "Minha admiração pela Sra. Christie é tanta que a cada novo livro eu esforço todos os nervos mentais para provar que ela falhou, por fim, para me hipnotizar. Ao terminar a Morte nas Nuvens, descobri que ela havia conseguido mais triunfante do que o habitual." - em português. Ele concluiu: "I hope that some readers of this baffling case will foresee at least the false denouement. I did not even do that. Agatha Christie has recently developed two further tricks: one is, as of the juggler who keeps on dropping things, to leave a clue hanging out for several chapters, apparently unremarked by her little detective though seized on by us, and then to tuck it back again as unimportant. Another is to give us some, but by no means all, of the hidden thoughts of her characters. We readers must guard against these new dexterities. As for Poirot, it is only to him and to Cleopatra that a certain remark about age and custom is strictly applicable. But might not Inspector Japp be allowed to mellow a little, with the years, beyond the moron stage?"; "Espero que alguns leitores deste caso desconcertante prevejam pelo menos o falso desfecho. Eu nem sequer fiz isso. Agatha Christie desenvolveu recentemente dois outros truques: um é, a partir do malabarista que continua deixando cair coisas, deixar uma pista pendente por vários capítulos, aparentemente não notada por seu pequeno detetive, embora apreendida por nós, e depois para guardá-la novamente como sem importância. Outra é para nos dar alguns, mas não todos, dos pensamentos ocultos de seus personagens. Quanto a Poirot, é apenas para ele e para Cleópatra que uma certa observação sobre idade e costumes é estritamente aplicável. Mas não será permitido ao inspetor Japp relaxar um pouco, com os anos, além do estágio de ignorantes?" - em português.
Um admirador de Christie, Milward Kennedy do The Guardian começou sua análise de 30 de julho de 1935, "Very few authors achieve the ideal blend of puzzle and entertainment as often does Agatha Christie."; "Muito poucos autores alcançam a mistura ideal de quebra-cabeças e entretenimento como sempre faz Agatha Christie" - em português. Ele admitiu que "Death in the Clouds may not rank with her greatest achievements, but it is far above the average detective story."; "Morte nas Nuvens pode não se classificar com suas maiores conquistas, mas está muito acima da média da história de detetive" - em português. Ele terminou dizendo: "Mrs Christie provides a little gallery of thumb-nail sketches of plausible characters; she gives us all the clues and even tells us where to look for them; we ought to find the murderer by reason, but are not likely to succeed except by guesswork."; "A Sra. Christie fornece uma pequena galeria de esboços de personagens plausíveis para as unhas dos dedos; ela nos dá todas as pistas e até nos diz onde procurá-las; devemos encontrar o assassino pela razão, o que não é provável, exceto por adivinhação." - em português.
Uma resenha no Daily Mirror de 20 de julho de 1935 concluiu: "We leave Poirot to figure it all out. He is at it and in it, with his usual brilliance, till the end."; "Deixamos Poirot para descobrir tudo. Ele está nisso e nele, com seu brilhantismo habitual, até o fim." - em português.
Robert Barnard: "Exceptionally lively specimen, with wider than usual class and type-range of suspects. Scrupulously fair, with each clue presented openly and discussed. Note Clancy the crime writer, and the superiority of French police to British (no signs of insularity here)."; "Excepcionalmente vivo espécime, com classe e intervalo mais amplo do que o habitual de suspeitos. Escrupulosamente justo, cada pista é apresentada abertamente e discutida. Note Clancy, o escritor do crime, e a superioridade da polícia francesa para britânicos (sem sinais de insularidade aqui)." - em português.